# Архітектурний ордер

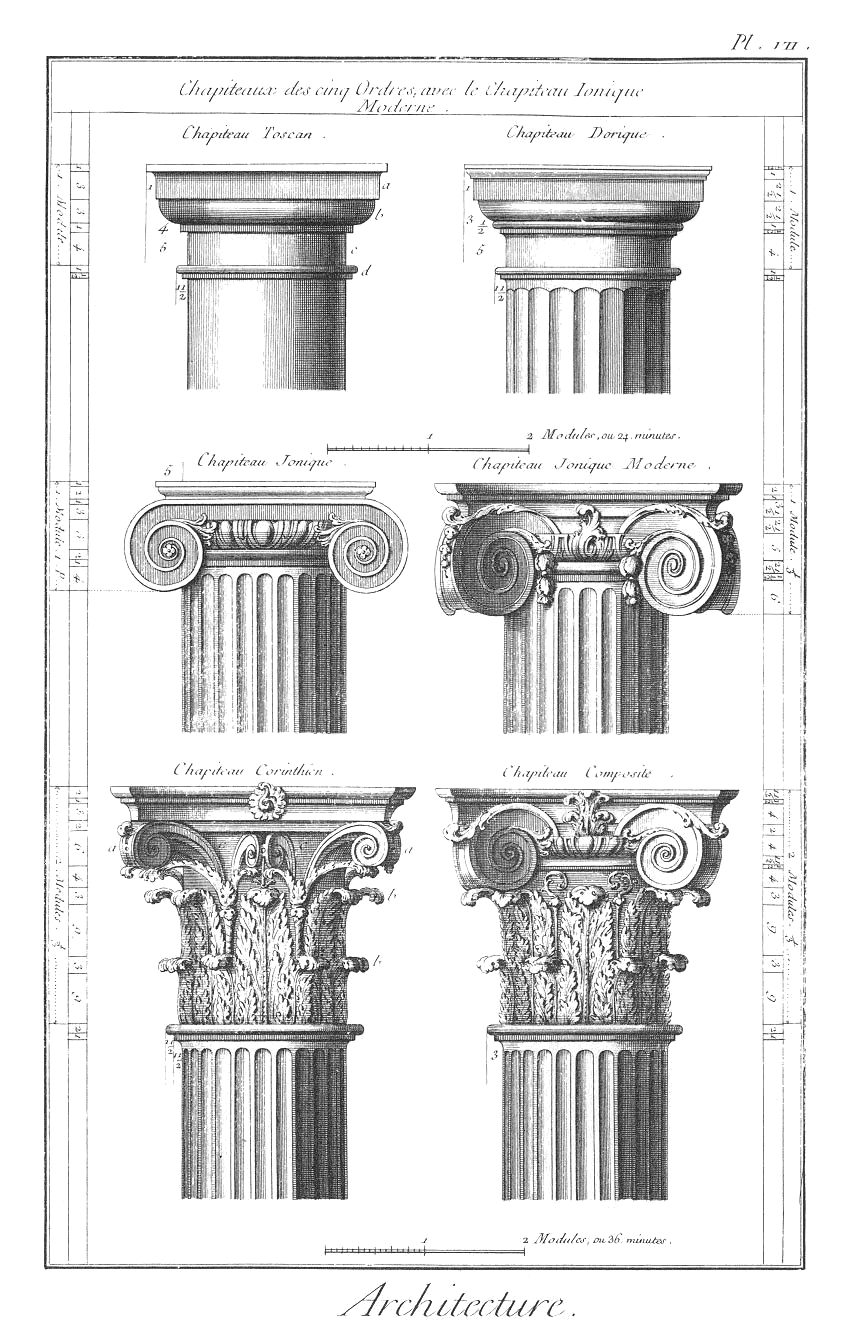
Архітектурні ордери

Архітекту́рний о́рдер, поря́док (лат. ordo, фр. ordre — порядок) — конструктивна система, що виросла на основі доведеної до вищого ступеня досконалості стійко-балкової конструкції. Ордер є одночасно і конструктивною, і художньою системою. Назву ордер уперше вжив теоретик архітектури другої половини I століття до н. е. Вітрувій, автор трактату Десять книг про архітектуру.
Розрізняють п'ять класичних ордерів: доричний, іонічний і коринфський з'явились у Стародавній Греції, тосканський і композитний у Стародавньому Римі.

## Структура
Архітектурний ордер складається з трьох основних частин: колони (або пілястра), її підніжжя — стереобата з верхньою плитою — стилобатом або п'єдестала й антаблемента. Колони — опори, що підтримують антаблемент, їх завершують капітелі. Основна частина колони — стовбур — трохи стоншується догори, утворюючи ентазис. Стовбур колони часто має вертикальні улоговинки — канелюри. Підніжжям колони є база. Антаблемент складається з трьох основних частин: архітрава, фриза та карниза. Архітрав — тримальна частина у вигляді балки, що спирається на колонах. Над архітравом міститься фриз. Увінчує антаблемент карниз, захищаючи ордер від стікання з даху води.
Колони з усіма своїми деталями, а також частини, що розміщені над колонами та під ними становлять гармонійну одноцілість, що підпорядковується єдиному основному правилу, цілком визначеному розпорядкові. Тому всю цю архітектурну сукупність, всю цю групу, теоретики називали латинським словом ordo, що означає порядок.

## Історія
Найпершими постали доричний та іонічний ордери в VI столітті до н. е. в Стародавній Греції. Уже тут вони набули повсюдного поширення. Використання ордерної системи уможливило створення визначних архітектурних витворів. Пізніше — в другій половині V століття до н. е. — також у Стародавній Греції було винайдено коринфський ордер. Ордери давньогрецької архітектури не підпорядковувались єдиним канонам. У кожному витворі виникали індивідуальні, тільки йому питомі співмірності.

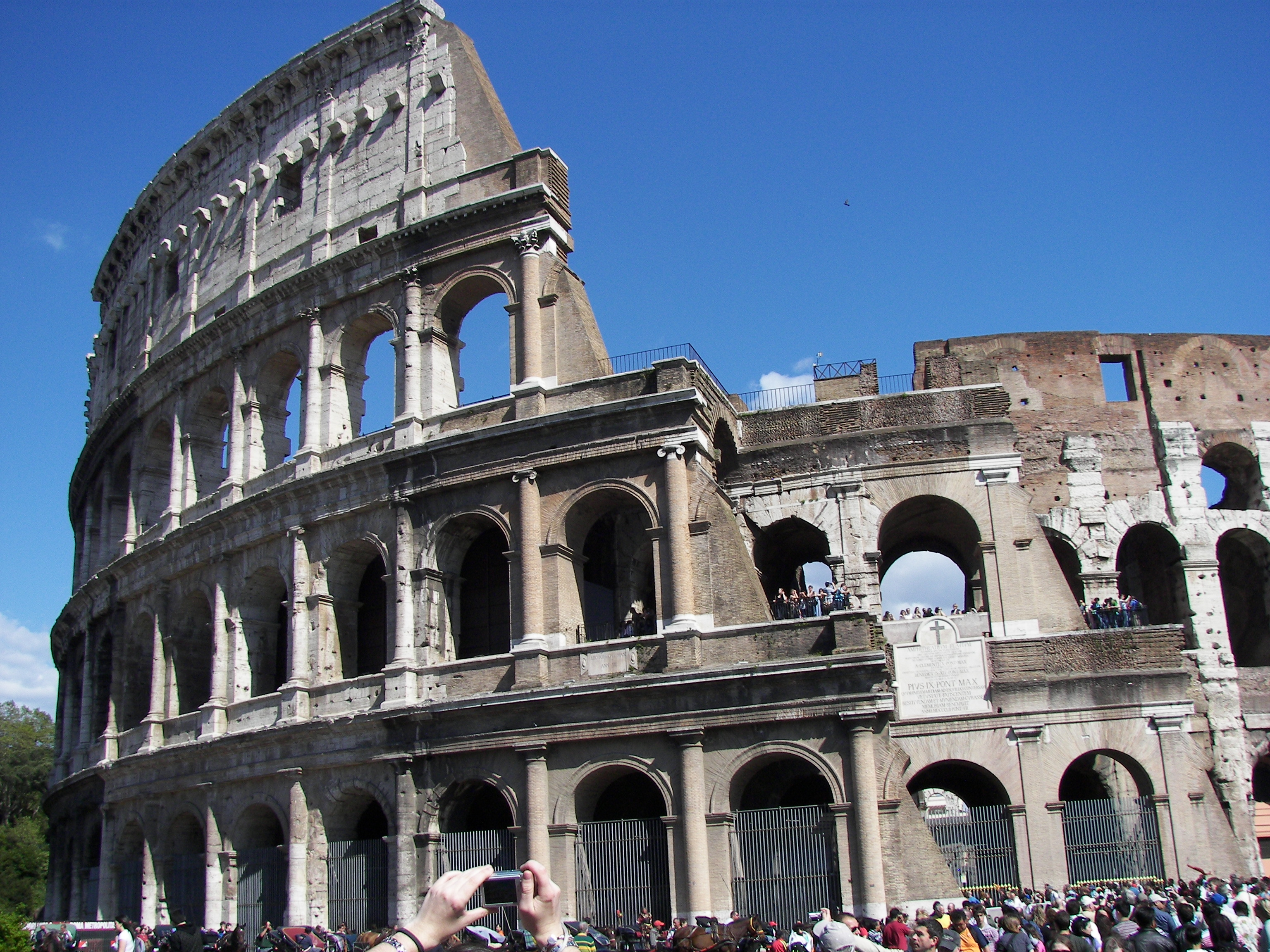
Багатоярусні ордери Колізею

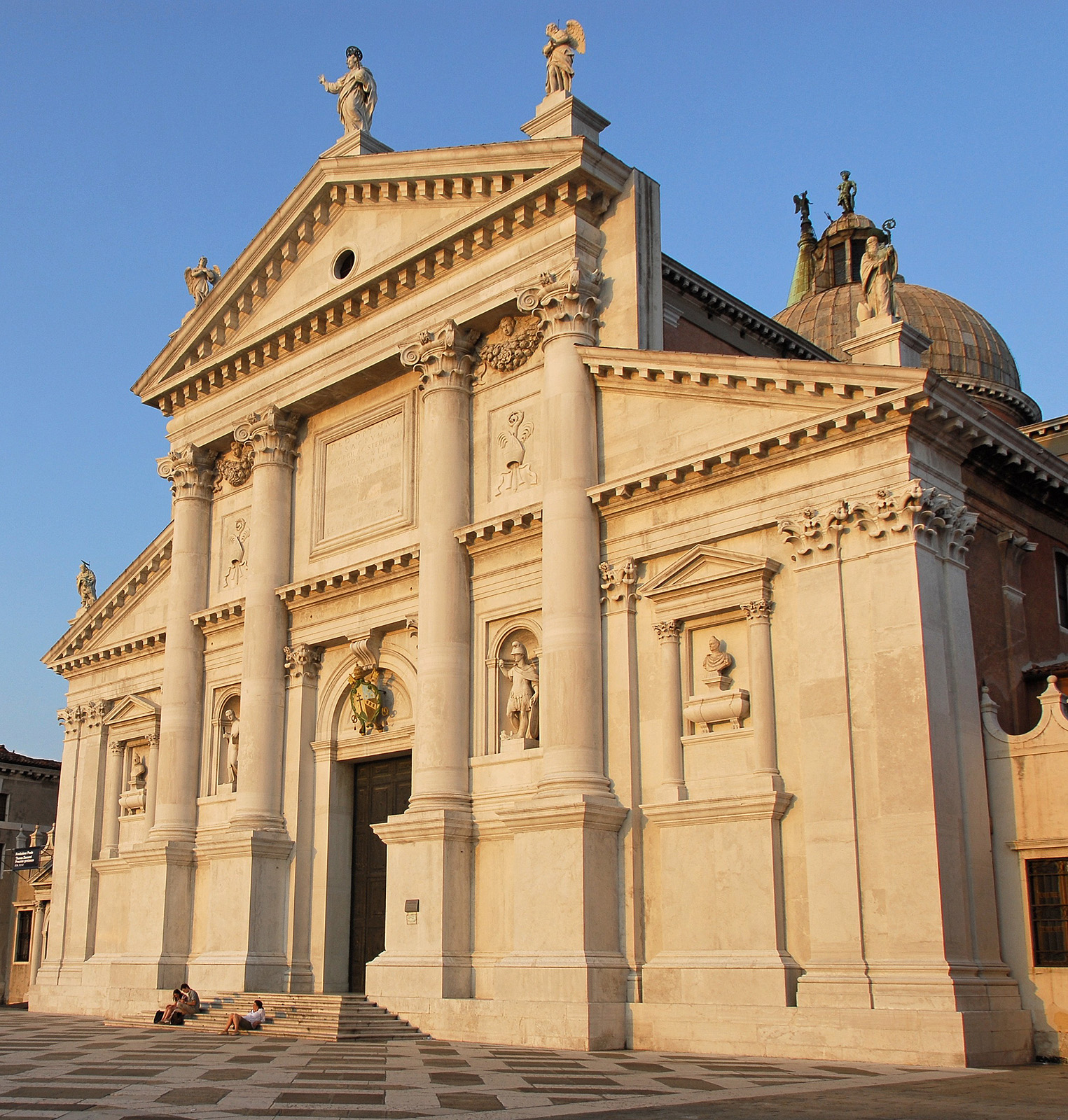
Великий ордер собору Сан-Джорджо Маджоре

Давньоримська культура наслідувала грецьку, часто запозичаючи її надбання. Отак Римська архітектура постала на базі ордерних систем Стародавній Греції. Але, попри те, архітектура Стародавнього Риму відрізнялась од грецької. На противагу грекам римські архітектори прагнули віднайти універсальні рецепти для створення естетично повноцінних будов. Саме тут у I столітті до н. е. архітектор Марк Вітрувій Полліон написав першу теоретичну працю з архітектури — «Десять книг про архітектуру». У трактаті викладений узагальнений, зведений до нормативних рекомендацій, досвід. Зокрема наведено опис чотирьох ордерів: тосканського, доричного, іонічного та коринфського. Римські ордери втрачають функцію тримальної конструкції, а здебільшого прикрашають будівлю, розчленовуючи стіну по горизонталі. З'являються багатоярусні ордери, напр. у Колізеї (75 — 80 н. е.), де поєднано доричний, іонічний та коринфський архітектурні ордери.
Після забуття в добу середньовіччя, розробку теорії ордерів продовжено в епоху Ренесансу. Стимулом до написання теоретичних праць з архітектури стало відкриття в XV столітті трактата Вітрувія. Праці спираються на вивчення, обміри та зарисовки пам'яток античної архітектури. Найвідомішими є трактати Леона-Баттісти Альберті «Десять книг про зодчество» (1452), Себастьяно Серліо, Андреа Палладіо «Чотири книги про архітектуру» (1570), Джакомо да Віньола «Правило п'яти ордерів архітектури» (1562).
На відміну від Палладіо, який виводив свої правила спираючись на зразки пам'яток, що вважав найдосконалішими, Віньола узагальнював здобуті данні, намагаючись віднайти найуживаніші та найуніверсальніші величини. Завдяки своїй стислості, чіткості та простоті книга Віньоли набула великої популярності. Книга перевидавалась нескінченну кількість разів багатьма мовами світу та мала великий вплив на розвиток архітектури багатьох країн. В епоху Ренесансу з'являється великий ордер (колони на кілька поверхів).
Європейська архітектура наступних періодів була заснована на використанні архітектурних ордерів. Кожен стиль по-своєму інтерпретував ордер. В епоху бароко ордер втрачає конструктивність, його трактування підкреслено декоративне та пластичне. Часто використовується розкрепований ордер. В епоху класицизму відбулося повернення до «правильного» використання ордеру та пропорцій Ренесансу. Широко використовувався ордер в добу еклектики, а також з перервами протягом усього XX століття. А постмодерністи іронічно та пародійно використовували класичні форми, свідомо порушуючи їх правила.

## П'ять ордерів
Коротка характеристика п'яти ордерів
Доричний ордер

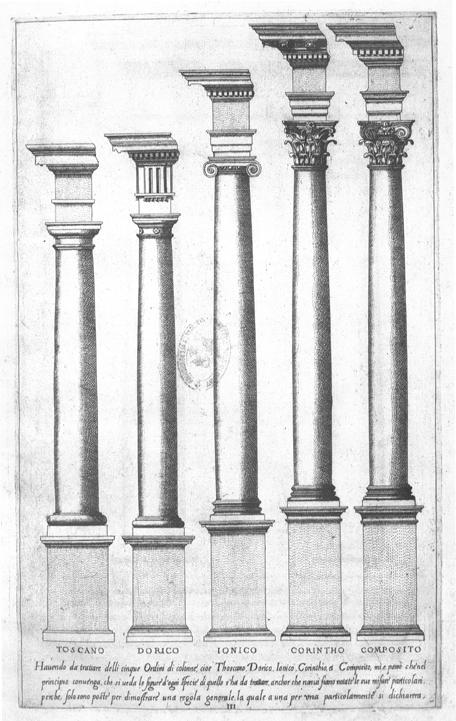
П'ять ордерів на ілюстрації з трактату Віньоли

- Відсутність бази колони (У давньогрецькій архітектурі)
- Канелюри колони примикають одна до одної без доріжок між ними
- Капітель колони складається з абаки і ехіна.
- Поверхня фризу являє собою чергування тригліфів і метоп

Іонічний ордер
- Канелюри колони розділені доріжками
- Капітель має дві протилежно розміщені волюти
- Фриз не поділений на тригліфи та метопи

Коринфський ордер
- Являє собою дальший розвиток іонічного ордеру
- Канелюри колони розділені доріжками
- Пишна подовжена капітель має невеликі наріжні волюти та вкрита стилізованим листям аканта

Композитний ордер
- Являє собою поєднання коринфського та іонічного ордерів
- Тут коринфська капітель має великі іонічні волюти

Тосканський ордер
- Спрощений варіант доричного ордеру
- Стовбур (фуст) колони не має канелюр

- - Храм Ніки Аптерос (421 рік до н. е., Афіни, Греція)
  - Ерехтейон (406 рік до н. е., Афіни, Греція)
- Римська античність
  - Колізей (80 рік н. е., Рим, Італія)
  - Пантеон (126 рік н. е., Рим, Італія)
  - Арка Костянтина (315 рік н. е., Рим, Італія)
- Ренесанс
  - Палаццо Публіко («Базиліка») (1549 рік, Венеція, Італія)
  - Вілла Ротонда (1561 рік, Віченца, Італія)
  - Собор Сан-Джорджо Маджоре (1610 рік, Венеція, Італія)
- Бароко
  - Церква Сан Карло алле Кваттро Фонтане (XVII століття, Рим, Італія)
  - Церква Сант Андреа делла Валле (XVII століття, Рим, Італія)
- Класицизм
  - Східний фасад Лувру (1667 — 1670, Париж, Франція)
  - Церква Сен-Мадлен (кін. XVIII століття — поч. XIX століття, Париж, Франція)
  - Петербурзька академія мистецтв (1764 — 89, Санкт-Петербург, Росія)
- Еклектика й неостилі
  - Опера Ґарньє (1861 — 1875, Париж, Франція)
  - Музей історії мистецтв (1872 — 1881, 1889, Відень, Австрія)
  - Бурґтеатр (1873 — 1888, Відень, Австрія)

### В Україні
- Київ
  - Велика лаврська дзвіниця
  - Червоний корпус КНУ
  - Контрактовий будинок
  - Олександрівський костел

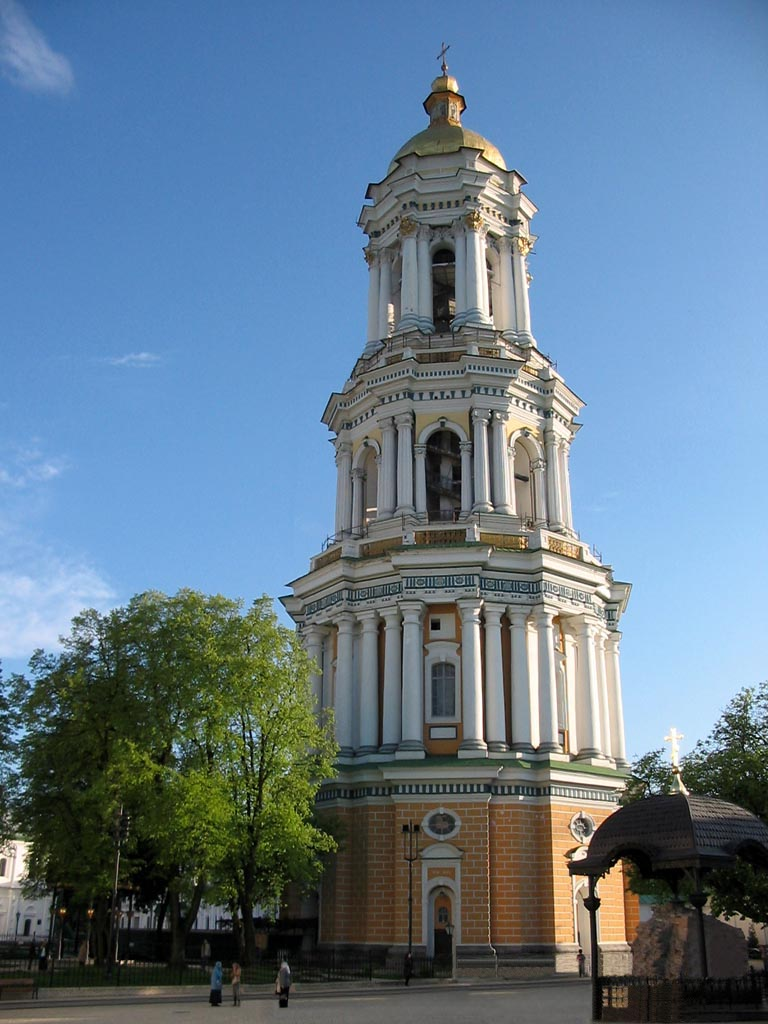
Велика лаврська дзвіниця

Національний художній музей України

  - Будівля Національного художнього музею України
  - Будівля Національної парламентської бібліотеки
  - Жовтневий палац
- Львів
  - Успенська церква
  - Домініканський костел
  - Костел і монастир бернардинів
  - Костел кармеліток взутих
  - Храм св. Михаїла
  - Драматичний театр імені Марії Заньковецької
- Харків
  - Дзвіниця Успенського собору
  - Будинок «Саламандра»
- Одеса
  - Спасо-Преображенський собор
  - Воронцовський палац
  - Археологічний музей
- Дніпро
  - Спасо-Преображенський собор

## Виноски
1. ↑  Михаловский И. Б. Теория классических архитектурных форм / Михаловский И. Б. Репринтное издание. — М.: «Архитектура-С», 2006. - с. 8. - ISBN 5-9647-0083-7(рос.)